# Cotulades pilosus
Cotulades pilosus is een keversoort uit de familie somberkevers (Zopheridae). De wetenschappelijke naam van de soort werd in 1932 gepubliceerd door Charles Oke.